# Protaetia
Genre
Protaetia est un genre d'insectes coléoptères de la famille des Scarabaeidae, de la sous-famille des Cetoniinae (cétoines).

## Systématique

### Liste des sous-genres
- Acanthoprotaetia
- Autoprotaetia
- Bhaskaria
- Calopotosia
- Caloprotaetia
- Celebesiana
- Cetonischema
- Chalcoprotaetia
- Chrysoliocola
- Chrysopotosia
- Dicranobia
- Endroedia
- Eumimimetica
- Eupotosia
- Euprotaetia
- Euprotaetiomima
- Fairmairiana
- Finkia
- Foveopotosia
- Goetzia
- Gonoprotaetia
- Indoprotaetia
- Liocola
- Macroliocola
- Macroprotaetia
- Miksicoprotaetia
- Netocia
- Netociomima
- Niponoprotaetia
- Odontoprotaetia
- Oreopotosia
- Oxyperatex
- Pachyprotaetia
- Philhelena
- Poecilophana
- Potosia
- Potosiomima
- Progastor
- Protaetiola
- Protaetiophana
- Pseudanatona
- Pseudocalopotosia
- Pseudocetonischema
- Pseudonetocia
- Pseudonetocia
- Pyropotosia
- Singhalopotosia
- Stethoprotaetia
- Tomentoprotaetia
- Vietnamoprotaetia

### Liste des espèces

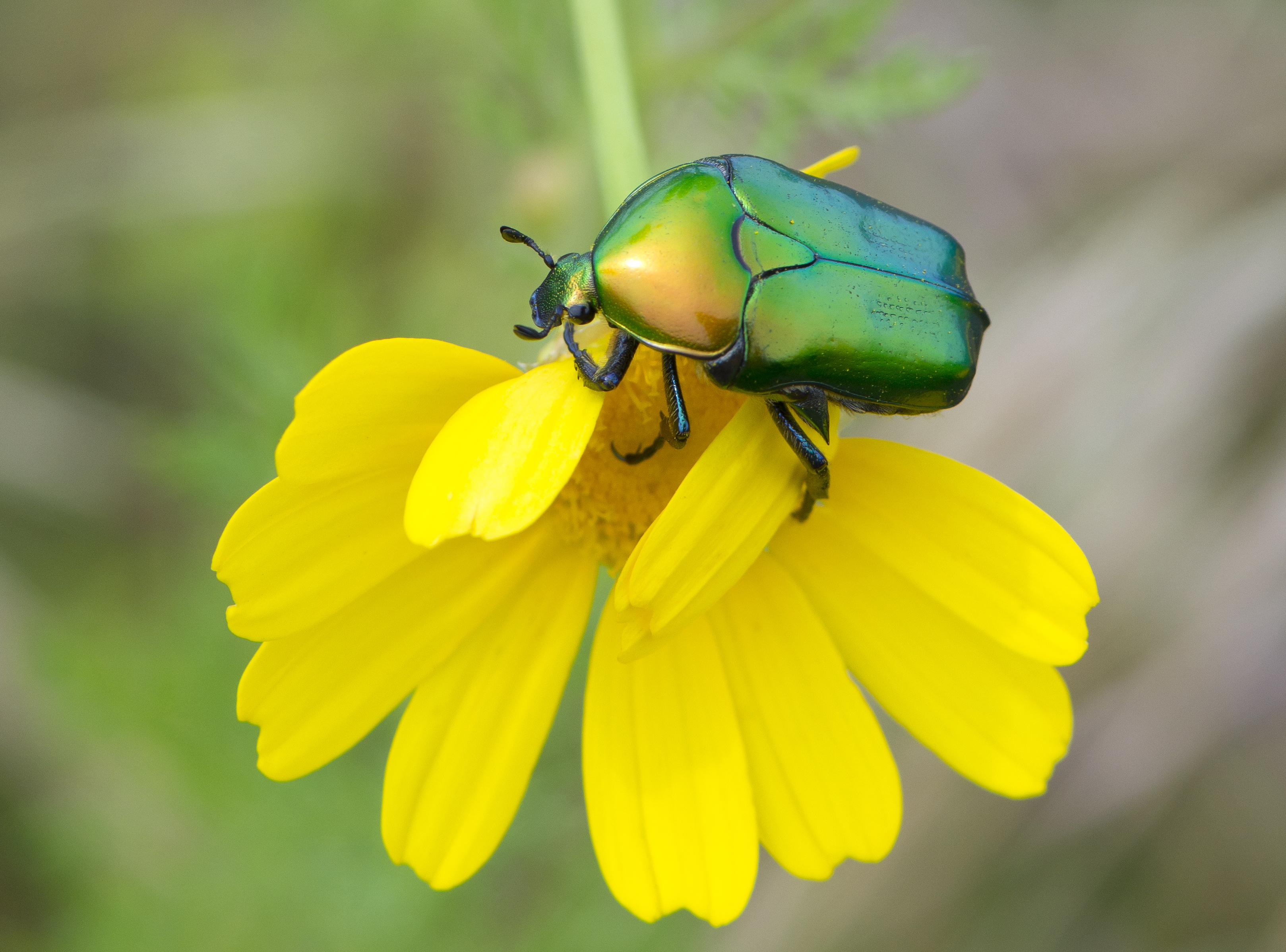
Protaetic cuprea ignicollis dans le parc Ariel-Sharon en Israel. Mars 2023.

- Protaetia absidata
- Protaetia acantha
- Protaetia acutissima
- Protaetia adelpha
- Protaetia adspersa
- Protaetia advena
- Protaetia aeneipes
- Protaetia aethiessina
- Protaetia affinis
- Protaetia afflicta
- Protaetia afghana
- Protaetia agglomerata
- Protaetia alboguttata
- Protaetia allardi
- Protaetia allardi
- Protaetia alorica
- Protaetia ambigua
- Protaetia andamanarum
- Protaetia andrewsi
- Protaetia angustata
- Protaetia annae
- Protaetia anneliae
- Protaetia anovittata
- Protaetia antoinei
- Protaetia aruensis
- Protaetia asiatica
- Protaetia aterrima
- Protaetia audreyae
- Protaetia aurichalcea
- Protaetia auripes
- Protaetia bellula
- Protaetia besucheti
- Protaetia bidentipes
- Protaetia bifenestrata
- Protaetia bipunctata
- Protaetia bogdanoffi
- Protaetia boholica
- Protaetia bokonjici
- Protaetia boudanti
- Protaetia boulleti
- Protaetia bousqueti
- Protaetia bremei
- Protaetia brevitarsis
- Protaetia burmanica
- Protaetia buruensis
- Protaetia butozani
- Protaetia calcuttensis
- Protaetia candezei
- Protaetia cariana
- Protaetia carinicollis
- Protaetia catanduanesiensis
- Protaetia cataphracta
- Protaetia cathaica
- Protaetia caucasica
- Protaetia caudata
- Protaetia celebica
- Protaetia ceylanica
- Protaetia chaminadei
- Protaetia chewi
- Protaetia chicheryi
- Protaetia chicheryiana
- Protaetia ciliata
- Protaetia ciocolatina
- Protaetia coenosa
- Protaetia coeruleosignata
- Protaetia collfsi
- Protaetia compacta
- Protaetia confusa
- Protaetia conspersa
- Protaetia crassipes
- Protaetia cretica
- Protaetia culta
- Protaetia cuprea
- Protaetia cupreola
- Protaetia cupriceps
- Protaetia cuprina
- Protaetia cupripes
- Protaetia cyanea
- Protaetia cyanescens
- Protaetia davaoana
- Protaetia davidiana
- Protaetia dayaoensis
- Protaetia delavayi
- Protaetia delponti
- Protaetia descarpentriesi
- Protaetia distincta
- Protaetia dubitativa
- Protaetia ducalis
- Protaetia elegans
- Protaetia elizabethae
- Protaetia endroedii
- Protaetia engelhardi
- Protaetia engganica
- Protaetia evangelinae
- Protaetia exasperata
- Protaetia excavata
- Protaetia excisithorax
- Protaetia famelica
- Protaetia fausti
- Protaetia ferruginea
- Protaetia fieberi
- Protaetia flutschi
- Protaetia flutschiana
- Protaetia formosana
- Protaetia francisi
- Protaetia franzi
- Protaetia fruhstorferi
- Protaetia fukinukii
- Protaetia fulgidipes
- Protaetia funebris
- Protaetia funesta
- Protaetia fusca
- Protaetia fuscovirens
- Protaetia gertrudae
- Protaetia gestroi
- Protaetia gillesi
- Protaetia goudoti
- Protaetia guerini
- Protaetia gueyraudi
- Protaetia guttulata
- Protaetia hageni
- Protaetia hainanensis
- Protaetia hajastanica
- Protaetia hallegueni
- Protaetia hamidi
- Protaetia hammondi
- Protaetia handschini
- Protaetia heinrichi
- Protaetia herteli
- Protaetia hiekeiana
- Protaetia hieroglyphica
- Protaetia himalayana
- Protaetia horni
- Protaetia humeralis
- Protaetia ignisternum
- Protaetia ignot
- Protaetia igorota
- Protaetia ikonomovi
- Protaetia impavida
- Protaetia inanis
- Protaetia incerta
- Protaetia indecora
- Protaetia indica
- Protaetia inexpectata
- Protaetia inquinata
- Protaetia insperata
- Protaetia insularis
- Protaetia interruptecostata
- Protaetia intricata
- Protaetia ishigakia
- Protaetia ismaeli
- Protaetia jacobsoni
- Protaetia jelineki
- Protaetia johani
- Protaetia judith
- Protaetia kalisi
- Protaetia karbalayei
- Protaetia karelini
- Protaetia kasriadii
- Protaetia kawaii
- Protaetia keithi
- Protaetia keyensis
- Protaetia khorasanica
- Protaetia kohouseki
- Protaetia kuehbandneri
- Protaetia kulabensis
- Protaetia kulzeri
- Protaetia kurosawai
- Protaetia labarosae
- Protaetia laotica
- Protaetia latimarginalis
- Protaetia lecourti
- Protaetia lenzi
- Protaetia leucogramma
- Protaetia leucopyga
- Protaetia lewisi
- Protaetia ligularis
- Protaetia limbicollis
- Protaetia lineata
- Protaetia lombokiana
- Protaetia longipennis
- Protaetia lorkovici
- Protaetia loudai
- Protaetia lugubrides
- Protaetia lumawigi
- Protaetia luridoguttata
- Protaetia lyrata
- Protaetia mandschuriensis
- Protaetia marceani
- Protaetia marginicollis
- Protaetia mariae
- Protaetia marlenae
- Protaetia marmorata
- Protaetia maxwelli
- Protaetia mayeti
- Protaetia medvedevi
- Protaetia mentawaica
- Protaetia metallica
- Protaetia microbalia
- Protaetia miharai
- Protaetia miksici
- Protaetia miksiciana
- Protaetia milani
- Protaetia mindoroensis
- Protaetia mineti
- Protaetia minima
- Protaetia mirifica
- Protaetia mixta
- Protaetia miyakoensis
- Protaetia mohagani
- Protaetia montana
- Protaetia morio
- Protaetia multifoveolata
- Protaetia multiguttulata
- Protaetia neglecta
- Protaetia neonata
- Protaetia nigra
- Protaetia nigrobrunnea
- Protaetia nigropurpurea
- Protaetia nitididorsis
- Protaetia niveoguttata
- Protaetia nocturna
- Protaetia nodieri
- Protaetia novaki
- Protaetia nox
- Protaetia nusatenggaraensis
- Protaetia obiensis
- Protaetia oblonga
- Protaetia obscurella
- Protaetia obtusa
- Protaetia ochroplagiata
- Protaetia olivacea
- Protaetia opaca
- Protaetia orientalis
- Protaetia oschimana
- Protaetia palembangeana
- Protaetia papuana
- Protaetia paulianiana
- Protaetia pauperata
- Protaetia pavicevici
- Protaetia pectoralis
- Protaetia peregrina
- Protaetia peterjacki
- Protaetia petrovi
- Protaetia philippensis
- Protaetia plebeja
- Protaetia porloyi
- Protaetia potanini
- Protaetia pretiosa
- Protaetia prevosti
- Protaetia procera
- Protaetia proctotricha
- Protaetia prolongata
- Protaetia prunina
- Protaetia pryeri
- Protaetia pseudoheydeni
- Protaetia pulverisata
- Protaetia puncticollis
- Protaetia purpurissata
- Protaetia quadriadspersa
- Protaetia querula
- Protaetia rana
- Protaetia rataji
- Protaetia reflexa
- Protaetia regalis
- Protaetia renei
- Protaetia resplendens
- Protaetia rubrocuprea
- Protaetia rudis
- Protaetia rufescens
- Protaetia rufocuprea
- Protaetia ruteri
- Protaetia ruteriana
- Protaetia sakaiana
- Protaetia salomoensis
- Protaetia salvazai
- Protaetia sangirensis
- Protaetia sardea
- Protaetia sauteri
- Protaetia scepsia
- Protaetia schelkovnikovi
- Protaetia scutellaris
- Protaetia sericophora
- Protaetia shamil
- Protaetia siamensis
- Protaetia sircari
- Protaetia solorensis
- Protaetia soulai
- Protaetia soulai
- Protaetia speciosa
- Protaetia speciosissima
- Protaetia spectabilis
- Protaetia speculifera
- Protaetia splendidula
- Protaetia squamipennis
- Protaetia squamosa
- Protaetia strigicollis
- Protaetia subpilosa
- Protaetia subviridis
- Protaetia sulana
- Protaetia sulawesiana
- Protaetia sutchuenica
- Protaetia sutteri
- Protaetia szechenyi
- Protaetia taciturna
- Protaetia talicici
- Protaetia teisseyrei
- Protaetia tenuicollis
- Protaetia tenuivestis
- Protaetia ternatana
- Protaetia terrosa
- Protaetia tesari
- Protaetia thibetana
- Protaetia tibialis
- Protaetia timorensis
- Protaetia tingaudi
- Protaetia tomiana
- Protaetia tristicula
- Protaetia trojana
- Protaetia tropida
- Protaetia turkestanica
- Protaetia turlini
- Protaetia uhligi
- Protaetia ungarica
- Protaetia venerabilis
- Protaetia ventralis
- Protaetia vermifer
- Protaetia vidua
- Protaetia vietnamica
- Protaetia wetarica
- Protaetia whitehousei
- Protaetia wiebesi
- Protaetia wongi
- Protaetia yunnana

### Liste des espèces rencontrées en Europe
Elles se répartissent en 5 sous-genres :

#### Cetonischema
- Protaetia (Cetonischema) aeruginosa (Linnaeus 1767)
- Protaetia (Cetonischema) speciosa (Adams 1817)
  - Protaetia (Cetonischema) speciosa speciosa (Adams 1817)
  - Protaetia (Cetonischema) speciosa venusta (Ménétriès 1836)

#### Eupotosia
- Protaetia (Eupotosia) affinis (Andersch 1797)
  - Protaetia (Eupotosia) affinis affinis (Andersch 1797)
  - Protaetia (Eupotosia) affinis tyrrenica (Mikšic 1957)
- Protaetia (Eupotosia) mirifica (Mulsant 1842)

#### Foveopotosia
- Protaetia (Foveopotosia) judith (Reiche 1871)

#### Liocola
- Protaetia (Liocola) lugubris (Herbst 1786)

#### Netocia
- Protaetia (Netocia) afflicta (Gory & Percheron 1833)
- Protaetia (Netocia) angustata (Germar 1817)
- Protaetia (Netocia) cretica (Kraatz 1880)
- Protaetia (Netocia) cuprea (Fabricius 1775)
  - Protaetia (Netocia) cuprea bourgini (Ruter 1967)
  - Protaetia (Netocia) cuprea brancoi (Baraud 1992)
  - Protaetia (Netocia) cuprea cuprea (Fabricius 1775)
  - Protaetia (Netocia) cuprea ikonomovi (Mikšic 1958)
  - Protaetia (Netocia) cuprea incerta (Costa 1852)
  - Protaetia (Netocia) cuprea levantina (Schatzmayr 1938)
  - Protaetia (Netocia) cuprea metallica (Herbst 1782)
  - Protaetia (Netocia) cuprea obscura (Andersch 1797)
  - Protaetia (Netocia) cuprea olivacea (Mulsant 1842)
- Protaetia (Netocia) cuprina (Motschulsky 1849)
  - Protaetia (Netocia) cuprina transfuga(Schaufuss 1883)
- Protaetia (Netocia) fieberi (Kraatz 1880)
  - Protaetia fieberi boldyrevi (Jacobson, 1909)
  - Protaetia fieberi borysthenica (Medvedev, 1964)
  - Protaetia fieberi fieberi (Kraatz, 1880)
- Protaetia (Netocia) funesta (Ménétriès 1836)
- Protaetia (Netocia) karelini (Zoubkov 1829)
- Protaetia (Netocia) morio (Fabricius 1781)
- Protaetia (Netocia) oblonga (Gory & Percheron 1833)
- Protaetia (Netocia) opaca (Fabricius 1787)
- Protaetia (Netocia) rhodensis (Rataj 1998)
- Protaetia (Netocia) sardea (Gory & Percheron 1833)
- Protaetia (Netocia) squamosa (Lefebvre 1827)
- Protaetia (Netocia) subpilosa (Desbrochers des Loges 1869)
- Protaetia (Netocia) trojana (Gory & Percheron 1833)
- Protaetia (Netocia) ungarica (Herbst 1790)
  - Protaetia (Netocia) ungarica anatolica (Medvedev 1947)
  - Protaetia (Netocia) ungarica inderiensis (Krynicki 1832)
  - Protaetia (Netocia) ungarica ungarica (Herbst 1790)
  - Protaetia (Netocia) ungarica viridana (Brullé 1832)
- Protaetia (Netocia) vidua (Gory & Percheron 1833)